# Hollingsted Kirke
Hollingsted Kirke (tysk: Kirche Hollingstedt) er en evangelisk-luthersk sognekirke i Hollingsted, en landsby beliggende ved Trenen i Sydslesvig i den nordtyske delstat Slesvig-Holsten. Kirken er viet til Skt. Nikolai.
Kirken er opført af tufsten i 1100-tallet og blev i 1796 udvidet mod øst med mursten og beklædt med et sadeltag. Ved en restaurering i 1855 blev kirkerummet forsynet med et krucifiks på alteret. Orglet, bygget i 1870 af Marcussen & Søn, er centralt placeret ved alteret. Klokkestablen er fra 1550.
Kirkens placering er atypisk i forhold til sognets placering. Den ligger ikke midt i sognet, men ved sognets grænse mod vest. En tidligere kirke- eller kapelbygning skal have ligget lidt østligere i byen. Ifølge folkesagnet skal den nuværende kirke oprindeligt have været et pakhus tæt ved Trenen, opført af englændere. I 1837 blev en ny begravelsesplads anlagt i bymidten.
Menigheden hører til Slesvig-Flensborg kirkekreds i den nordtyske evangelisk-lutherske landskirke. Hollingsted Sogn omfatter også bl. a. Børm og Ellingsted.